# Pianotrio (Roussel)
Albert Roussels Pianotrio in Es majeur verscheen voor het eerst in 1902. 
Het werk volgt voor wat betreft opusnummer op Des heures passent uit 1898. Tussen dat werk in het pianotrio componeerde Roussel wel enige stukken muziek, maar vond ze achteraf niet van voldoende kwaliteit om op te nemen in zijn opuslijst. De eerste publieke uitvoering vond plaats op 4 februari 1905 onder auspiciën van de Société nationale de musique, nadat een jaar eerder er een privé-uitvoering plaatsvond. Uitvoerenden waren in 1905 Armand Parent (viool), Marthe Dron (piano) en Louis Fournier (cello). In 1927 reviseerde Roussel het werk nog. Het mocht niet baten, deze opus 2 verdween toch in de vergetelheid. 
Het trio bestaat uit drie delen:
1. Modéré, sans lenteur
2. Lent
3. Tres lent-Vif et gaîment